# Lepidopa venusta
Lepidopa venusta är en kräftdjursart som beskrevs av William Stimpson 1859. Lepidopa venusta ingår i släktet Lepidopa, och familjen Albuneidae. Inga underarter finns listade i Catalogue of Life.